# Bracia Kowalczykowie
Ryszard Kowalczyk (ur. 20 lutego 1937 w Rząśniku, zm. 16/17 października 2017) i Jerzy Kowalczyk (ur. 5 grudnia 1942 w Rząśniku) – byli pracownicy Wyższej Szkoły Pedagogicznej w Opolu, którzy przeprowadzili w 1971 roku zamach bombowy w budynku WSP w Opolu.

## Życiorysy
Ryszard Kowalczyk studiował w latach 1958–1963 fizykę w Wyższej Szkole Pedagogicznej w Opolu, następnie podjął pracę na macierzystej uczelni, w Katedrze Fizyki Doświadczalnej. W 1971 obronił pracę doktorską i został zatrudniony na WSP jako adiunkt.
Jerzy Kowalczyk ukończył w 1960 Zasadniczą Szkołę Zawodową w Białej Podlaskiej, w 1963 Techniczną Szkołę Wojsk Lotniczych w Opolu, od 1966 pracował jako ślusarz mechanik w Wyższej Szkole Pedagogicznej w Opolu.

### Zamach i zatrzymanie
Jerzy Kowalczyk od lat 60. pozyskiwał trotyl z porzuconych niewypałów, rozebranych pocisków i bomb. Ładunki ukrywał w lesie niedaleko Dalekiego. W 1970 przewiózł je do Opola pociągiem. W 1971 kilkukrotnie wybierał datę i miejsce potencjalnego zamachu w proteście przeciwko wydarzeniom grudnia 70. Ryszard Kowalczyk pomógł mu w obliczeniach, ile trotylu wystarczy dla wysadzenia, próbował go jednak odwieść od samego zamachu.
Ostatecznie Jerzy Kowalczyk podłożył materiał wybuchowy w auli budynku WSP, w nocy z 5 na 6 października 1971, bezpośrednio przed akademią z okazji Święta Milicji Obywatelskiej i Służby Bezpieczeństwa, w trakcie której miano wręczać nagrody i odznaczenia funkcjonariuszom tłumiącym protesty w Szczecinie w grudniu 1970. W Opolu krążyły plotki, że wśród uczestników akademii znalazł się Julian Urantówka, były szef MO w Szczecinie, który krótko przed 6 października został komendantem wojewódzkim milicji w Opolu.
Wybuch, który nastąpił o godz. 0.40, poważnie uszkodził aulę, uczelniane archiwum, małą część zasobów bibliotecznych oraz bufet. Wyleciał w powietrze dach auli i zapadła się podłoga. Nikt nie odniósł obrażeń, gdyż Jerzy najpierw upewnił się, że nikogo nie ma w pobliżu. Podczas odgruzowywania auli pracowali pracownicy uczelni. Wśród nich znaleźli się bracia Kowalczykowie.
Milicja Obywatelska wytypowała 80 osób, które mogły przeprowadzić zamach bombowy. Podejrzewano głównie Ślązaków mających rodziny w Zachodnich Niemczech. Podczas przesłuchania konserwatora Uniwersytetu Opolskiego – Jerzego Czoka funkcjonariusze krzyczeli: Przyznaj się, ty Goebbelsie. Kowalczyków zdradził kawałek przewodu elektrycznego, który łączył ładunek z detonatorem w piwnicznej pracowni. Uciekający przed eksplozją Jerzy Kowalczyk nie zabrał drutu, którym przesłał impuls. Zarzut bezpośredniego przeprowadzenia aktu terroru postawiono Jerzemu. Ryszarda obwiniono o udzielenie pomocy bratu przy przygotowywaniu bomby. Braci aresztowano 29 lutego 1972 roku.
Wyrokiem z 8 września 1972 Sąd Wojewódzki w Opolu skazał Jerzego na karę śmierci, a Ryszarda na karę 25 lat pozbawienia wolności. Wyroki te utrzymał 18 grudnia 1972 Sąd Najwyższy. Dodatkowo w 1973 Ryszard Kowalczyk przegrał proces cywilny o zapłatę odszkodowania pieniężnego za szkodę spowodowaną zamachem. Od chwili skazania braci do Sądu Wojewódzkiego oraz Rady Państwa napływały listy, petycje i protesty z prośbą o ułaskawienie (łącznie zebrano ok. sześciu tysięcy podpisów). Za skazanymi ujęli się członkowie środowisk niezależnych (m.in. Antoni Słonimski, Marian Brandys, Jacek Kuroń, Jan Józef Lipski, Adam Michnik, Jan Olszewski). 21 stycznia 1973 Rada Państwa zamieniła Jerzemu wyrok śmierci na karę 25 lat więzienia.

### Starania o uwolnienie
We wrześniu 1980 postępowanie o ułaskawienie braci zainicjował ich brat, Narcyz Kowalczyk. Postulat ich zwolnienia podniósł też w październiku 1980 Ruch Obrony Praw Człowieka i Obywatela, a następnie władze NSZZ „Solidarność”. Władze związku zgłaszały to żądanie w ramach szerszego żądania zwolnienia przetrzymywanych więźniów politycznych, m.in. w czasie nieudanych negocjacji z komisją rządową, które odbyły się w kwietniu 1981, a następnie w czasie marszów protestacyjnych organizowanych w kilkunastu miastach Polski w obronie więźniów politycznych w dniu 25 maja 1981. Ponadto od 21 maja 1981 trwały na Śląsku protesty głodowe z żądaniem uwolnienia przywódców Konfederacji Polski Niepodległej oraz braci Kowalczyków, wspierane przez Komitety Obrony Więzionych za Przekonania. Najdłuższy protest rozpoczął się 1 czerwca 1981 w Przedsiębiorstwie Budowlano-Hutniczym w Katowicach i trwał pomimo uwolnienia przywódców KPN w dniu 6 czerwca 1981, do 21 czerwca 1981, m.in. z udziałem Marii Moczulskiej, żony Leszka Moczulskiego.
W maju 1981 o złagodzenie wyroków wystąpili do Rady Państwa z prośbą intelektualiści i artyści, m.in. Aleksander Gieysztor, Jerzy Szacki, Klemens Szaniawski, Roman Zimand, Kazimierz Dejmek, Stanisław Lem, Daniel Olbrychski, Wisława Szymborska.
Ryszard Kowalczyk został ułaskawiony w sierpniu 1983 i opuścił wówczas więzienie. Karę pozbawienia wolności zawieszono mu na okres pięciu lat próby, zmuszony był także spłacać odszkodowania cywilne, co czynił z pomocą finansową kurii opolskiej. W latach 1983–1988 pracował jako programista w Zakładzie Elektronicznej Techniki Obliczeniowej w Opolu, od 1988 do 1996 w Wyższej Szkole Inżynierskiej w Opolu, następnie do 2002 na Politechnice Opolskiej. W latach 90. był członkiem Komisji Uczelnianej NSZZ „Solidarność” w swoim miejscu pracy. Jerzy Kowalczyk opuścił więzienie w kwietniu 1985 i powrócił do Rząśnika.

### Dalsze losy

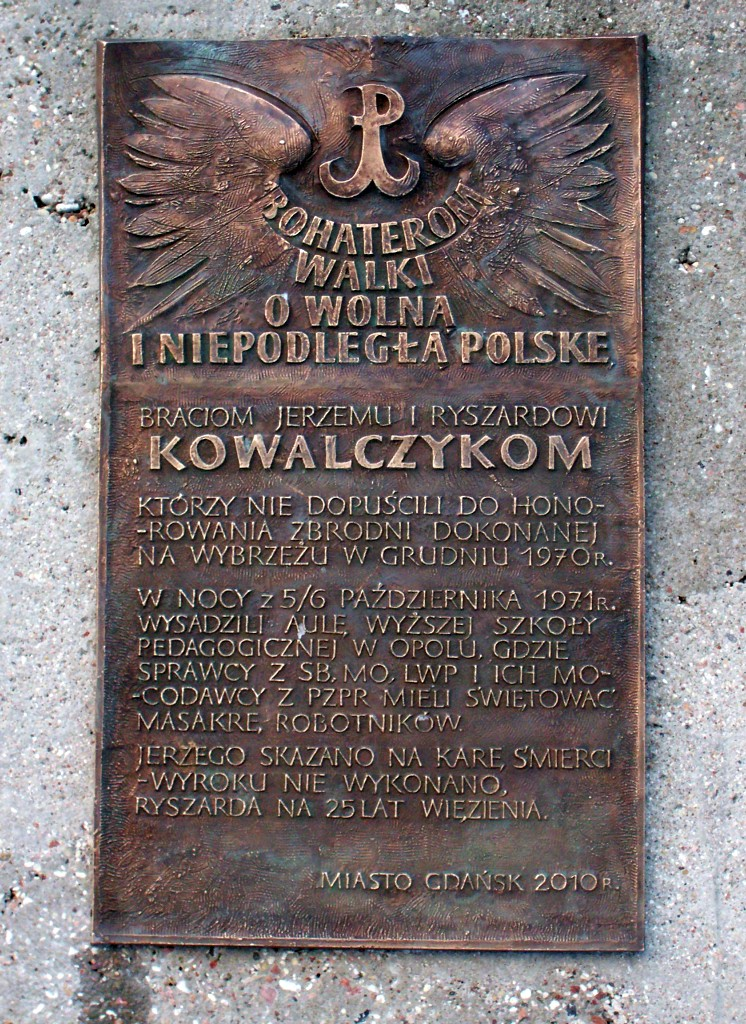
Tablica pamiątkowa na Placu Solidarności w Gdańsku

W 1993 roku prezydent Lech Wałęsa podjął decyzję o zatarciu wyroków skazujących obu braci oraz przywrócił im prawa obywatelskie.
Działania podejmowane w latach dziewięćdziesiątych przez różne osoby w celu uruchomienia procedury kasacyjnej nie powiodły się nawet w okresach rządów prawicy, m.in. wniosek Zbigniewa Romaszewskiego (działacza opozycyjnego z czasów KOR) złożony w 1998 AWS-owskiemu ministrowi sprawiedliwości, Leszkowi Piotrowskiemu..
Lech Kaczyński w ostatnim dniu swego urzędowania na stanowisku ministra sprawiedliwości, 8 czerwca 2001, skierował do Sądu Najwyższego wniosek o kasację wyroku skazującego, wskazując, że bracia Kowalczykowie działali z pobudek politycznych. Jednocześnie w skardze kasacyjnej powoływano się na „skłonności piromaniakalne” skazanych. Takie uzasadnienie, wadliwe z przyczyn formalnych, stało się podstawą do odrzucenia kasacji w styczniu 2002.
Z inicjatywy Anny Walentynowicz i Andrzeja Gwiazdy w 2010 roku uhonorowano Kowalczyków tablicą na ścianie pamięci przy Pomniku Poległych Stoczniowców w Gdańsku.
W październiku 2016 prezydent Andrzej Duda nadał im obu Krzyże Kawalerskie Orderu Odrodzenia Polski.